# Geert Omloop
Geert Omloop (Herentals, 12 de febrer de 1974) és un ciclista belga, professional des del 1997 al 2008. En el seu palmarès destaca el Campionat nacional en ruta de 2003.
El seu pare Marcel, el seu oncle Rik i el seu cosí Wim, també han sigut ciclistes professionals.

## Palmarès
- 1995
  - Vencedor d'una etapa de la Volta a la província d'Anvers
- 1996
  - 1r al Grote Prijs van de Stad Geel
- 1999
  - 1r al Circuit del País de Waes
  - 1r al Omloop Wase Scheldeboorden-Bazel-Kruibeke
- 2001
  - 1r al Gran Premi del 1r de maig - Premi d'honor Vic de Bruyne
  - 1r al Gran Premi Rudy Dhaenens
  - 1r al Circuit de Houtland
- 2002
  - 1r al Premi Nacional de Clausura
- 2003
  -  Campió de Bèlgica en ruta
  - 1r al Circuit del País de Waes
  - 1r al Circuit de Houtland
  - 1r al Gran Premi de la vila de Zottegem
- 2004
  - 1r al Gran Premi Rudy Dhaenens
- 2005
  - 1r al Circuit Mandel-Lys-Escaut
- 2007
  - 1r al Gran Premi Marcel Kint
  - 1r a la Gullegem Koerse
- 2008
  - 1r a la Fletxa de Heist
- 2009
  - 1r a la Ronde van het Groene Hart
  - 1r al Dwars door het Hageland